# Hagenbuch ZH
| ZH ist das Kürzel für den Kanton Zürich in der Schweiz. Es wird verwendet, um Verwechslungen mit anderen Einträgen des Namens Hagenbuch zu vermeiden. |

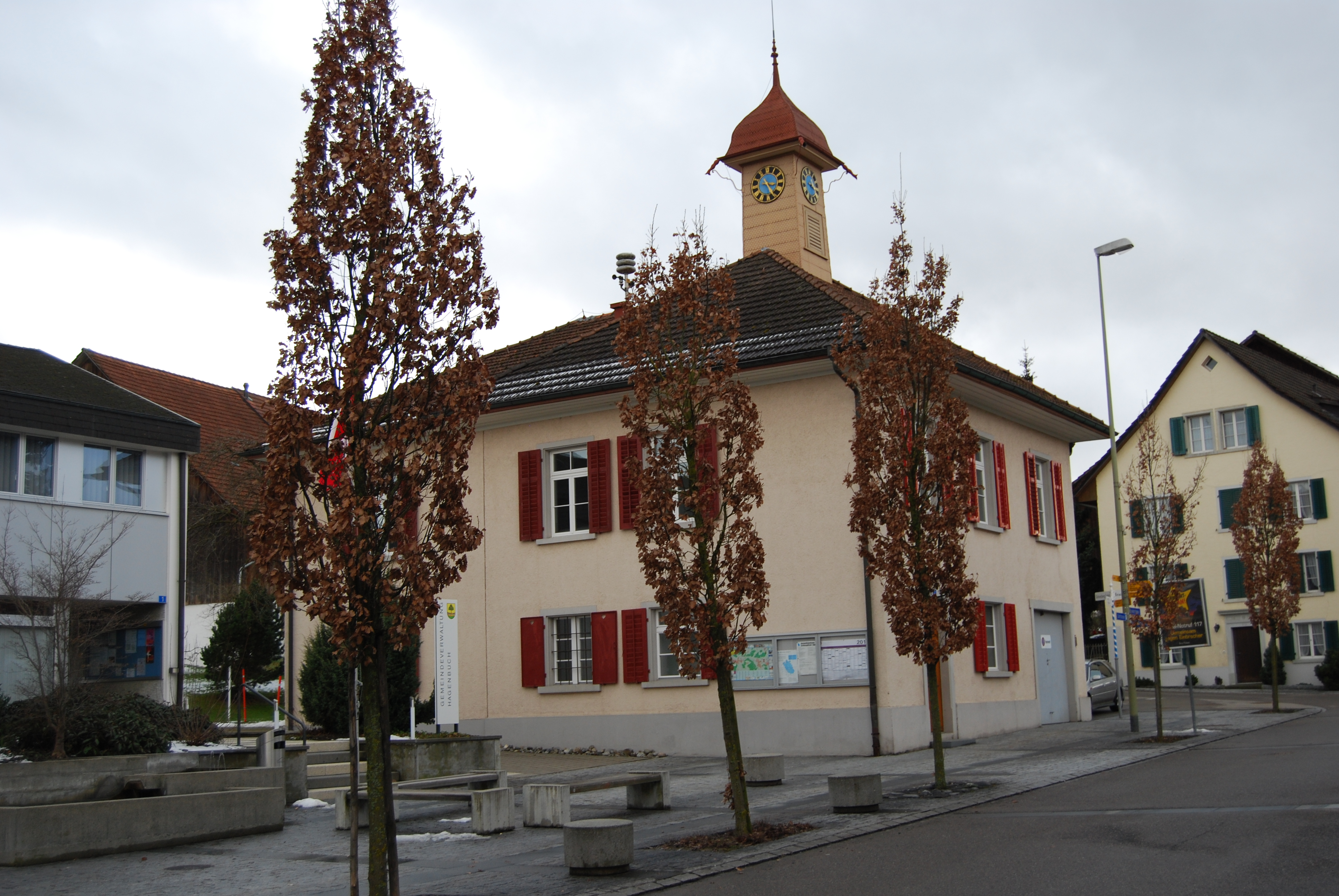
Altes Gemeindehaus mit Uhrturm im Zentrum von Hagenbuch

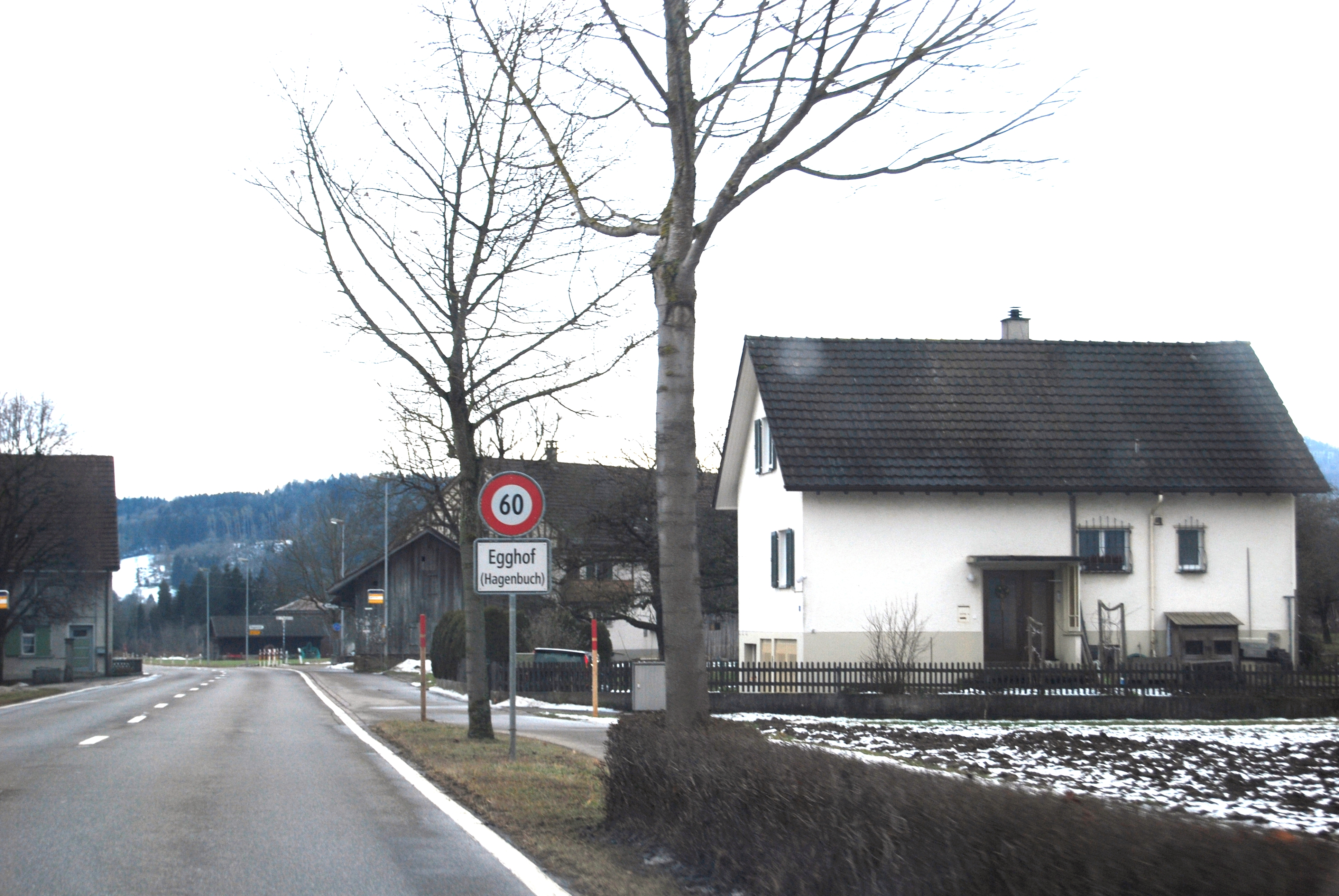
Egghof

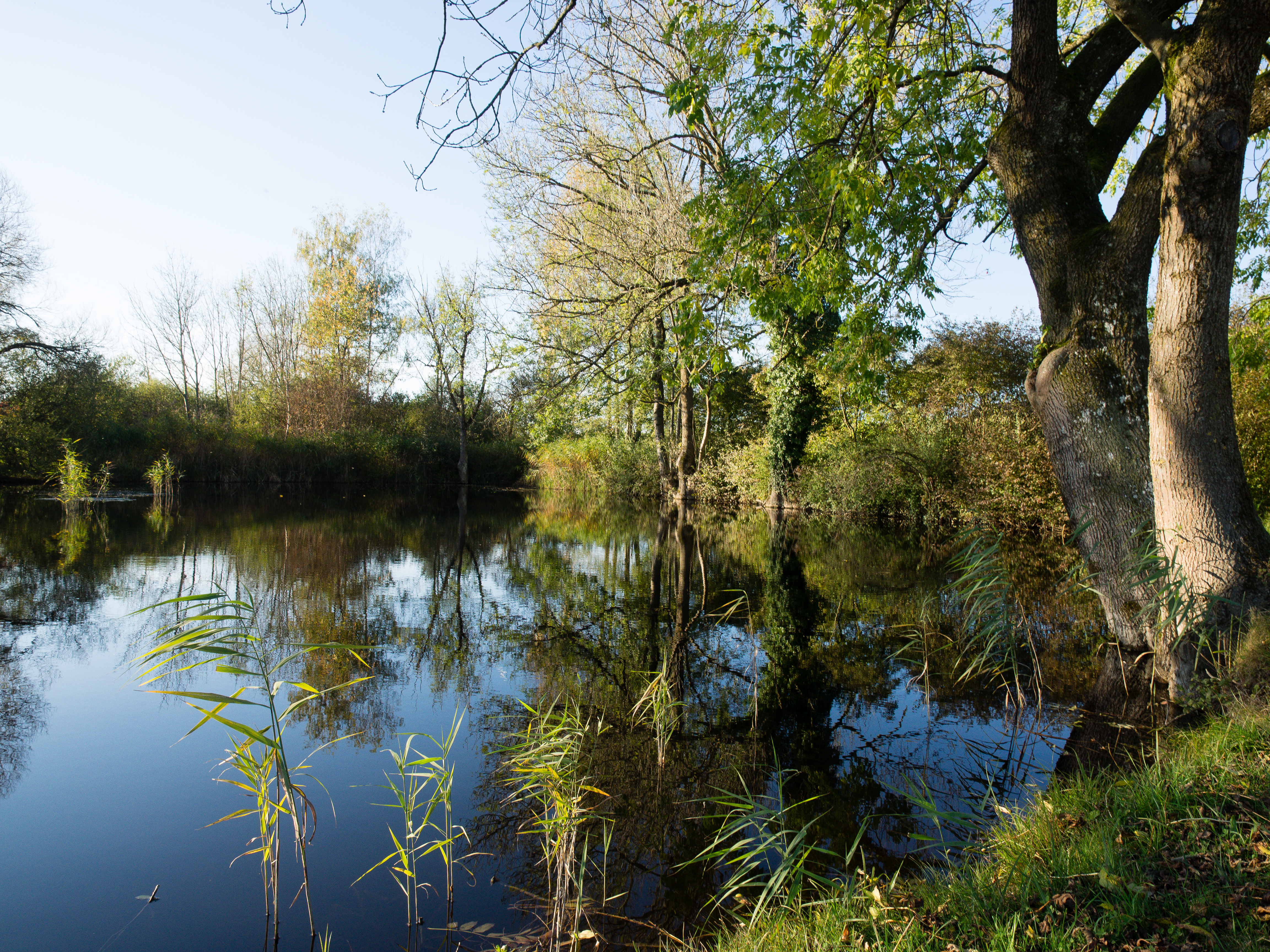
Badweiher westlich von Hagenbuch

Hagenbuch ist eine politische Gemeinde im Bezirk Winterthur des Kantons Zürich in der Schweiz.
Zur Gemeinde gehören auch die Aussenwachten Kappel, Egghof, Oberschneit, Hagenstal, Mittel- und Unterschneit sowie Schneitberg.

## Wappen
Blasonierung
In Gold auf grünem Boden ein schwarzer Flechthag, überdeckt und überragt von einer grünen Buche mit rotem Stamm

## Geographie
Von der Gemeindefläche sind 61,7 % landwirtschaftliche Nutzflächen, 28,3 % ist Wald, 5,8 % ist Siedlungsfläche und 3,9 % dienen dem Verkehr, 0,4 % sind Gewässer.
Die Gemeinde Hagenbuch grenzt im Norden an Frauenfeld (TG), im Osten an Aadorf (TG), im Süden an Elgg und im Westen an Wiesendangen.

## Bevölkerung
| Jahr | Einwohner |
| ---- | --------- |
| 1467 | ca. 85    |
| 1634 | 112       |
| 1836 | 597       |
| 1860 | 659       |
| 1920 | 538       |
| 1980 | 568       |
| 2000 | 1097      |
| 2012 | 1104      |

## Politik
Gemeindepräsident ist Rolf Sturzenegger (SVP, Stand März 2024).
Bei den Nationalratswahlen 2023 betrugen die Wähleranteile in Hagenbuch: SVP 57,41 % (−7,10), SP 11,51 % (−0,15), Mitte 6,89 % (+3,48), glp 6,62 % (+1,44), FDP 5,56 % (+2,31), Grüne 2,75 % (−4,19), EVP 2,50 % (−0,17), EDU 1,00 (−0,15).

## Geschichte
Hagenbuch wurde im Jahr 856 erstmals urkundlich erwähnt.

## Öffentlicher Verkehr
Die Gemeinde besitzt drei Bushaltestellen und wird einerseits über die Buslinie 834 von Frauenfeld, Bahnhof nach Ettenhausen TG, Post des Tarifverbund Ostwind angeschlossen und neu seit Dezember 2018 über die Postautolinie 681 von Hagenbuch ZH, Dorf nach Elgg, Bahnhof. Somit war Hagenbuch bis Dezember 2018 die einzige Gemeinde im Kanton Zürich, die nicht dem Zürcher Verkehrsverbund angehörte, da die einzige ÖV-Linie von Hagenbuch ausserhalb des ZVV fuhr.

## Persönlichkeiten
- Godi Schmutz (* 1954), Radrennfahrer
- Therese Schläpfer (* 1959), Politikerin, Nationalrätin, Alt-Gemeindepräsidentin
- Michael Zeugin (* 1977), Politiker, Kantonsrat